# Шотола, Иржи
Иржи Шотола (чеш. Jiří Šotola; 28 мая 1924, Смидари (сейчас район Градец-Кралове, Краловеградецкий край, Чехия) — 8 мая 1989, Прага) — чешский и чехословацкий поэт, прозаик, драматург, сценарист, переводчик, редактор, актёр и театральный режиссёр

.

## Биография
После окончания школы в 1942 году работал подсобным рабочим на литейном заводе, учился на драматическом отделении Государственной пражской консерватории.
Был членом Коммунистической партии Чехословакии. Входил в круг так называемых бытовых поэтов группировавшихся вокруг журнала Květen, которые пытались изменить пафосную поэзию того времени и вернуть её к реализму.
Работал главным редактором журнала Květen с 1958 до его закрытия в 1959 году, после чего сотрудничаал с журналами Kultura и Literární noviny.
В 1964—1967 годах был секретарём Союза чешских писателей.
Работал актёром и режиссёром театра в Градец-Кралове.
Переводил с русского поэзию Бориса Пастернака и Бориса Слуцкого.

## Избранные произведения
Поэзия
- Náhrobní kámen, 1946
- Červený květ, 1955
- Za život, 1955
- Óda na hazard
- Čas dovršený
- Psí hodinky
- Svět náš vezdejší
- Venuše z Mélu, 1959
- Bylo to v Evropě, 1960
- Hvězda Ypsilon, 1962
- Poste restante
- A co básník, 1964
- Co a jak, 1964
- Podzimníček, 1967
- Oranžová ryba, 1968

Проза
- Tovaryšstvo Ježíšovo, 1969
- Kuře na rožni, 1974
- Svatý na mostě, 1978
- Pěší ptáci, 1981
- Bitva u Kreščaku, 1982
- Malovaný děti, 1983
- Róza Rio, 1986
- Podzim v zahradní restauraci, 1988
- Osmnáct Jeruzalémů, 1986

Пьесы
- Waterloo, 1967
- Julián Odpadlík, 1970
- Ajax, 1977
- Možná je na střeše kůň, 1980
- Padalo listí, padala jablíčka,
- A jenom země bude má : Máchovská variace, 1987
- Podzim v zahradní restauraci, 1988
- Cesta Karel IV
- Antiorfeus
- Chicago
- Rellevue
- Příběh, lásky a cti (киносценарий)
- Тёмное солнце (киносценарий)